# 부안향교 대성전
부안향교 대성전(扶安鄕校 大成殿)은 대한민국 전북특별자치도 부안군 부안향교에 있는 건축물이다. 1984년 4월 1일 전북특별자치도의 문화재자료 제93호로 지정되었다.

## 참고 자료
- 부안향교대성전 - 국가유산청 국가유산포털